# 1416 en santé et médecine
| Années de la santé et de la médecine : 1413 - 1414 - 1415 - 1416 - 1417 - 1418 - 1419    |
| Décennies de la santé et de la médecine : 1380 - 1390 - 1400 - 1410 - 1420 - 1430 - 1440 |

Cet article présente les faits marquants de l'année 1416 en santé et médecine.

## Événements
- 15 juin : mort de Jean Ier, duc de Berry :
  - Jean Le Lièvre († 1418) l'a soigné dans sa dernière maladie, et Gilet Desoubzlefour, qui a été chirurgien juré du roi au Châtelet en 1402, participe à son embaumement[1] ;
  - À l'inventaire de sa bibliothèque, on relève un livre de médecine illustré « qui traite de la vertu des herbes et des bêtes », offert en 1413 par Simon Allegret († 1415), médecin ordinaire du duc[2] ; ainsi que les Profits ruraux de Pierre de Crescens, les Propriétés des choses de Barthélemy l'Anglais et le Viandier de Taillevent[3].
- 20 septembre : fondation à Sévignac en Bretagne, par Guillaume du Margaro et sa femme, d'une léproserie dédiée à saint Armel et confiée aux hospitaliers de Saint-Lazare[4].
- Plusieurs boucheries parisiennes sont démolies « comme dangereuses pour la santé publique », et ordre est donné aux bouchers de ne plus utiliser qu'un seul et unique abattoir, « situé sur ladite rivière de  Seine, au-delà des fossés du château du Louvre[5] ».

## Personnalités
- Fl. Abraham, médecin juif, appelé auprès de la fille de Jean sans Peur, Marguerite, duchesse de Guyenne, accusé d'avoir incité des mendiants à empoisonner des puits à Chateauneuf[6].
- Fl. Étienne Brun, médecin de Jean Ier, duc de Berry ; il l'assiste dans sa dernière maladie[6].
- Fl. Jean Régnier, médecin de Guillaume, comte de Hainaut et duc de Bavière ; il soigne son gendre, le dauphin Jean, qui mourra en 1417[7].
- 1378-1416 : fl. Jean Lommedieu, écolier à Montpellier, médecin du duc de Berry ; il l'assiste en 1416 dans sa dernière maladie[7].
- 1385-1416 : fl. Bérenger Bertrand, licencié en médecine, plusieurs fois consul de la cité de Rodez[6].
- 1398-1416 : fl. Étienne Bruni, licencié en médecine, fonctionnaire de l'administration financière du Comtat Venaissin[6].
- 1401-1416 : fl. Durand Comitis, « maître ès arts et licencié en médecine, témoin de l'élection d'un abbé de La Grasse » en 1416[6].
- 1411-1416 : fl. Étienne Bru, candidat aux fonctions de médecin de la ville de Riom en 1411, puis médecin de la ville de Saint-Flour en 1416[6].
- 1416-1438 : fl. Barthélemy Partant, barbier de Jean, duc de Touraine et dauphin de France, puis de Philippe le Bon, duc de Bourgogne[6].
- 1416-1451 : fl. Bernard Nivard, reçu docteur en médecine à Paris, accusé de faux, emprisonné par le prévôt puis par l'évêque, soumis à la question ; par la suite, un héritage lui est contesté à Amiens par le chapitre cathédral[6].

## Décès
- 23 avril : Blaise de Parme (né en 1347), philosophe, mathématicien et médecin italien, recteur en 1412 de l'université de Parme[8].
- Azz eddin ben Djema (né en 1358), polygraphe établi au Caire, auteur de l'Anouar fithobb ( « Éclaircissements sur la médecine »), d'un corps de médecine, le Djami fitthobb, et d'un traité d'hippologie[9].
- Jean Durand (né à une date inconnue), médecin et astronome normand, « titulaire de la première bourse pour l’enseignement de l’astrologie à Paris sous Charles V », médecin de Philippe le Hardi, duc de Bourgogne[10].
- Entre 1416 et 1434 : Nardin de Aldobrandino de Bovateriis (né à une date inconnue), docteur en médecine, praticien à Florence, Prato, Avignon, médecin des papes Clément VII et Benoît XIII[7].